# آرتمکوفسکایا
آرتمکوفسکایا (به لاتین: Artemkovskaya) یک منطقهٔ مسکونی در روسیه است که در استان آرخانگلسک واقع شده‌است.